# Morellia biseta
Morellia biseta är en tvåvingeart som beskrevs av Fritz Isidore van Emden 1965. Morellia biseta ingår i släktet Morellia och familjen husflugor. Inga underarter finns listade i Catalogue of Life.